# رز سنتیفولیا
رز سنتیفولیا یا گل سرخ صدپر  (نام علمی: 'Rosa × centifolia') علامت اختصاری C، به معنی گل صدبرگ است. یکی از گونه‌های رز است. این نامگذاری به سبب زیاد بودن تعداد گلبرگ‌های آن است. عطر آن بسیار مطبوع است و در حال حاضر در فرانسه و موناکو به منظور استفاده در صنعت عطر کشت می‌شود. زمان گلدهی تنها در یک فصل و در بهار است.